# Piaseczno (powiat działdowski)
Piaseczno – osada nad jeziorem Piaseczno położona w województwie warmińsko-mazurskim, w powiecie działdowskim, w gminie Lidzbark. Miejscowość usytuowana jest przy drodze wojewódzkiej nr 544 z Lidzbarka do Brodnicy, 6 km od Lidzbarka.
Osada położona jest nad jeziorem Piaseczno Wielkie. Obecnie w miejscowości Piaseczno funkcjonuje popularna plaża oraz pole namiotowe i bar. 
Karczma w tym miejscu funkcjonowała już w XIX wieku. W 1868 r. w Piasecznie znajdowało się 5 budynków, 2 domy mieszkalne. Osada liczyła 12 mieszkańców. Liczba budynków mieszkalnych nie zmieniła się do czasów współczesnych.
W latach 1975–1998 miejscowość administracyjnie należała do województwa ciechanowskiego.